# Gabon op de Olympische Zomerspelen 2020
Gabon nam deel aan de Olympische Zomerspelen 2020 in Tokio, Japan.

## Atleten
Hieronder volgt een overzicht van de atleten die zich verzekerden van deelname aan de Olympische Zomerspelen 2020.
| sport     | mannen | vrouwen | totaal |
| --------- | ------ | ------- | ------ |
| Atletiek  | 1      | 0       | 1      |
| Judo      | 0      | 1       | 1      |
| Taekwondo | 1      | 0       | 1      |
| Zwemmen   | 1      | 1       | 2      |
| totaal    | 3      | 2       | 5      |

## Sporten

### Atletiek
Mannen
Loopnummers
| atleet            | onderdeel | series | series | kwartfinale | kwartfinale | halve finale   | halve finale   | finale         | finale         |
| atleet            | onderdeel | tijd   | rang   | tijd        | rang        | tijd           | rang           | tijd           | rang           |
| ----------------- | --------- | ------ | ------ | ----------- | ----------- | -------------- | -------------- | -------------- | -------------- |
| Guy Maganga Gorra | 100 m     | 10,61  | 2 Q    | 10,77       | 8           | niet geplaatst | niet geplaatst | niet geplaatst | niet geplaatst |

### Judo
Vrouwen
| atlete              | onderdeel | eerste ronde         | tweede ronde         | derde ronde          | kwartfinale          | halve finale         | herkansing           | finale / BM          | finale / BM    |
| atlete              | onderdeel | tegenstander uitslag | tegenstander uitslag | tegenstander uitslag | tegenstander uitslag | tegenstander uitslag | tegenstander uitslag | tegenstander uitslag | rang           |
| ------------------- | --------- | -------------------- | -------------------- | -------------------- | -------------------- | -------------------- | -------------------- | -------------------- | -------------- |
| Sarah-Myriam Mazouz | −78 kg    | n.v.t.               | Pacut V 00-01        | niet geplaatst       | niet geplaatst       | niet geplaatst       | niet geplaatst       | niet geplaatst       | niet geplaatst |

### Taekwondo
Mannen
| atleet        | onderdeel | eerste ronde         | kwartfinale          | halve finale         | herkansing           | finale / BM          | finale / BM    |
| atleet        | onderdeel | tegenstander uitslag | tegenstander uitslag | tegenstander uitslag | tegenstander uitslag | tegenstander uitslag | rang           |
| ------------- | --------- | -------------------- | -------------------- | -------------------- | -------------------- | -------------------- | -------------- |
| Anthony Obame | +80 kg    | Trajkovič V 5–26     | niet geplaatst       | niet geplaatst       | niet geplaatst       | niet geplaatst       | niet geplaatst |

### Zwemmen
Mannen
| atleet     | onderdeel       | series | series | halve finale   | halve finale   | finale         | finale         |
| atleet     | onderdeel       | tijd   | rang   | tijd           | rang           | tijd           | rang           |
| ---------- | --------------- | ------ | ------ | -------------- | -------------- | -------------- | -------------- |
| Adam Mpali | 50 m vrije slag | 27,66  | 68     | niet geplaatst | niet geplaatst | niet geplaatst | niet geplaatst |

Vrouwen
| atlete    | onderdeel       | series | series | halve finale   | halve finale   | finale         | finale         |
| atlete    | onderdeel       | tijd   | rang   | tijd           | rang           | tijd           | rang           |
| --------- | --------------- | ------ | ------ | -------------- | -------------- | -------------- | -------------- |
| Aya Mpali | 50 m vrije slag | 32,24  | 77     | niet geplaatst | niet geplaatst | niet geplaatst | niet geplaatst |